# M()nerica

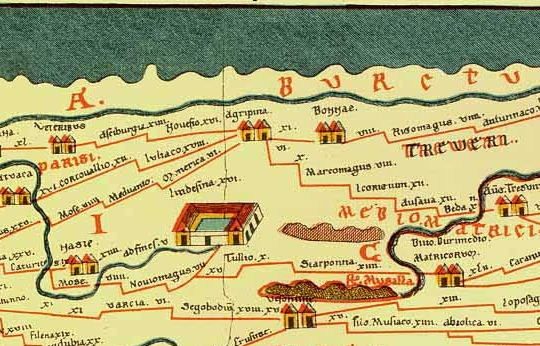
Ausschnitt aus der Peutingerschen Tafel. Mnerica liegt unterhalb von Agripina (Köln).

M()nerica, antike Schreibweise möglicherweise Monerica oder Munerica, war ein römischer vicus in Niedergermanien. Der Name der Ortschaft ist auf der Tabula Peutingeriana überliefert. Dort sind jedoch ein oder maximal zwei Buchstaben in der Mitte des Ortsnamens nicht sicher lesbar.

## Lokalisierung
Der Ort ist auf der Karte in einer Entfernung von 6 Leugen von Köln eingetragen. Er lag nach der Tabula Peutingeriana an der Straße in Richtung Reims. Diese hat zwischen Köln und Zülpich den gleichen Verlauf wie die nachmalig so genannte Agrippa-Straße Köln–Trier.
Die Straße (Luxemburger Straße) und ihr Umfeld sind im fraglichen Bereich dem Braunkohleabbau zum Opfer gefallen. Dabei wurde auch an der Gemarkungsgrenze von Hürth zu Brühl ein Leugenstein mit der Entfernungsangabe von 6 Leugen zur Provinzhauptstadt Köln (Colonia Claudia Ara Agrippinensium) gefunden, auf dem die Ortschaft nicht erwähnt ist. Kleinere Ortschaften sind auf solchen Steinen üblicherweise aber ohnehin nicht genannt. Der Stein wurde zwischen 251 und 253 n. Chr. unter den Kaisern Trebonianus Gallus und Volusianus aufgestellt. Er befindet sich im Rheinischen Landesmuseum Bonn.
Mögliche Überreste wurden 1925 auf einer etwa 500 Meter langen Stelle beim Tiefpflügen eines ehemaligen Waldstücks südlich der Straße gefunden. Es handelt sich um Keramik, Dachziegel, Fußbodenplatten und Reste von Hypokaustenheizungen, an deren Bestimmung auch der Kölner Ausgrabungsfachmann Peter Anton Tholen teilnahm. Von den Funden ist nichts erhalten. Leider wurde in den Folgejahren hier nicht systematisch weiter gesucht. Inwiefern die Siedlung an die Fernstraße angebunden war, lässt sich daher nicht näher beschreiben. Manchmal waren vici aufgrund natürlicher Voraussetzungen wie Wasser/Brunnenhorizonte und Grünland nicht unmittelbar an der Hauptstraße angelegt. 